# U-66 (1940)
| U-66                                                        | U-66 | U-66 |
| ----------------------------------------------------------- | --- | --- |
|                                                             | | |
|                                                             | | |
| U-66 (зліва) та U-117 під атакою авіації 7 серпня 1943 року | | |
| Під прапором                                                | Третій рейх | Третій рейх |
| Спуск на воду                                               | 10 жовтня 1940 року | 10 жовтня 1940 року |
| Виведений зі складу флоту                                   | 6 травня 1944 року | 6 травня 1944 року |
| Сучасний статус                                             | затоплений | затоплений |
| Проєкт                                                      | | |
| Тип ПЧ                                                      | Дизельний підводний човен | Дизельний підводний човен |
| Основні характеристики                                      | | |
| Швидкість (надводна)                                        | 17,9 вузла | 17,9 вузла |
| Швидкість (підводна)                                        | 7 вузлів | 7 вузлів |
| Робоча глибина занурення                                    | 100 м | 100 м |
| Гранична глибина занурення                                  | 230 м | 230 м |
| Автономність плавання                                       | 63 милі (117 км) км на швидкості 4 вузли (7,4 км/год) (у підводному положенні) 13 450 морських миль (24 910 км на швидкості 10 вузлів (19 км/год) (у надводному положенні) | 63 милі (117 км) км на швидкості 4 вузли (7,4 км/год) (у підводному положенні) 13 450 морських миль (24 910 км на швидкості 10 вузлів (19 км/год) (у надводному положенні) |
| Екіпаж                                                      | 48 осіб | 48 осіб |
| Розміри                                                     | | |
| Довжина найбільша (по КВЛ)                                  | 76,76 м | 76,76 м |
| Ширина корпусу найб.                                        | 6,76 м | 6,76 м |
| Висота                                                      | 9,6 м | 9,6 м |
| Середня осадка (по КВЛ)                                     | 4,70 | 4,70 |
| Водотоннажність надводна                                    | 1120 т | 1120 т |
| Озброєння                                                   | | |
| Артилерія                                                   | 1 × 88-мм палубна гармата SK C/32 | 1 × 88-мм палубна гармата SK C/32 |
| Торпедно- мінне озброєння                                   | 4 носових і два кормових ТА. 22 торпеди або 44 міни TMA чи 66 TMB | 4 носових і два кормових ТА. 22 торпеди або 44 міни TMA чи 66 TMB |
| ППО                                                         | 1 × 37-мм зенітна гармата SKC/30 2 × 20-мм зенітні гармати FlaK 30 | 1 × 37-мм зенітна гармата SKC/30 2 × 20-мм зенітні гармати FlaK 30 |

U-66 — німецький підводний човен типу IXC, часів Другої світової війни.
Замовлення на будівництво човна було віддане 7 серпня 1939 року. Човен заклали на верфі «AG Weser» у Бремені 20 березня 1940 року під заводським номером 985. Спущений на воду 10 жовтня 1940 року, 2 січня 1941 року увійшов до складу 2-ї флотилії.
За час служби човен зробив 10 бойових походів, у яких потопив 33 (загальна водотоннажність 200 021 брт) та пошкодив 4 (загальна водотоннажність 22 738 брт) судна (в тому числі 2 військових кораблі).
Потоплений 6 травня 1944 року західніше островів Кабо-Верде (17°17′ пн. ш. 32°29′ зх. д. / 17.283° пн. ш. 32.483° зх. д.) глибинними бомбами та гарматним вогнем «Евенджера» та «Вайлдкета» з ескортного авіаносця ВМС США «Блок Айленд» та тараном американського ескортного міноносця «Баклі». 24 члени екіпажу загинули, 36 врятовані.

## Командири підводного човна
- Корветтен-капітан Роберт-Ріхард Цапп (2 січня 1941 — 21 червня 1942)
- Капітан-лейтенант Фрідріх Маркворт (22 червня 1942— 1 серпня 1943)
- Оберлейтенант-цур-зее резерву Пауль Фреркс (6 серпня — 1 вересня 1943)
- Оберлейтенант-ур-зее Гергард Зегаузен (2 вересня 1943 — 6 травня 1944)

## Потоплені та пошкоджені кораблі[3]
| Назва                  | Тип                        | Належність      | Дата            | Тоннаж (БРТ) | Вантаж | Статус      | Місце                                                       |
| George J. Goulandris   | вантажне судно             | Греція          | 29 червня 1941  | 4 345        | Цукор | потоплено   | 29°05′ пн. ш. 25°10′ зх. д. / 29.083° пн. ш. 25.167° зх. д. |
| Kalypso Vergotti       | вантажне судно             | Греція          | 29 червня 1941  | 5 686        | 7 000 т залізної руди | потоплено   | 29°00′ пн. ш. 25°00′ зх. д. / 29.000° пн. ш. 25.000° зх. д. |
| Saint Anselm           | вантажне судно             | Велика Британія | 30 червня 1941  | 5 614        | 2 150 т чавуну, 650 т лляного насіння та 5 154 т арахісу | потоплено   | 31°00′ пн. ш. 26°00′ зх. д. / 31.000° пн. ш. 26.000° зх. д. |
| Holmside               | вантажне судно             | Велика Британія | 19 липня 1941   | 3 433        | Баласт | потоплено   | 19°00′ пн. ш. 21°30′ зх. д. / 19.000° пн. ш. 21.500° зх. д. |
| I.C. White             | танкер                     | Панама          | 26 вересня 1941 | 7 052        | 62 390 барелів сирої нафти | потоплено   | 10°26′ пд. ш. 27°30′ зх. д. / 10.433° пд. ш. 27.500° зх. д. |
| Allan Jackson          | танкер                     | США             | 18 січня 1942   | 6 635        | 72 870 барелів сирої нафти | потоплено   | 35°57′ пн. ш. 74°20′ зх. д. / 35.950° пн. ш. 74.333° зх. д. |
| Lady Hawkins           | пасажирсько-вантажне судно | Канада          | 19 січня 1942   | 7 988        | 2 908 т генеральних вантажів та 213 пасажирів | потоплено   | 35°00′ пн. ш. 72°30′ зх. д. / 35.000° пн. ш. 72.500° зх. д. |
| Olympic                | танкер                     | Панама          | 22 січня 1942   | 5 335        | | потоплено   | 36°01′ пн. ш. 75°30′ зх. д. / 36.017° пн. ш. 75.500° зх. д. |
| Empire Gem             | танкер                     | Велика Британія | 24 січня 1942   | 8 139        | 10 692 т автомобільного бензину та 920 т обладнання | потоплено   | 35°06′ пн. ш. 74°58′ зх. д. / 35.100° пн. ш. 74.967° зх. д. |
| Venore                 | вантажне судно             | США             | 24 січня 1942   | 8 017        | 8 000 т залізної руди | потоплено   | 34°50′ пн. ш. 75°20′ зх. д. / 34.833° пн. ш. 75.333° зх. д. |
| Korthion               | вантажне судно             | Греція          | 14 квітня 1942  | 2 116        | Боксити | потоплено   | 12°50′ пн. ш. 60°30′ зх. д. / 12.833° пн. ш. 60.500° зх. д. |
| Amsterdam              | танкер                     | Нідерланди      | 16 квітня 1942  | 7 329        | 9 500 т мастила | потоплено   | 12°00′ пн. ш. 62°45′ зх. д. / 12.000° пн. ш. 62.750° зх. д. |
| Heinrich von Riedemann | танкер                     | Панама          | 17 квітня 1942  | 11 020       | 127 041 барелів сирої нафти | потоплено   | 11°55′ пн. ш. 63°47′ зх. д. / 11.917° пн. ш. 63.783° зх. д. |
| Alcoa Partner          | вантажне судно             | США             | 26 квітня 1942  | 5 513        | 8 500 т бокситової руди | потоплено   | 13°32′ пн. ш. 67°57′ зх. д. / 13.533° пн. ш. 67.950° зх. д. |
| Harry G. Seidel        | танкер                     | Панама          | 29 квітня 1942  | 10 354       | Баласт | потоплено   | 11°50′ пн. ш. 62°50′ зх. д. / 11.833° пн. ш. 62.833° зх. д. |
| Sandar                 | танкер                     | Норвегія        | 2 травня 1942   | 7 624        | 11 500 т мазуту | потоплено   | 11°42′ пн. ш. 61°10′ зх. д. / 11.700° пн. ш. 61.167° зх. д. |
| Geo. W. McKnight       | танкер                     | Велика Британія | 3 травня 1942   | 12 502       | Баласт | пошкоджено  | 11°18′ пн. ш. 61°19′ зх. д. / 11.300° пн. ш. 61.317° зх. д. |
| Triglav                | вантажне судно             | Югославія       | 9 липня 1942    | 6 363        | 9 000 т марганцевої руди та цинкового концентрату | потоплено   | 26°47′ пн. ш. 48°10′ зх. д. / 26.783° пн. ш. 48.167° зх. д. |
| Tamandare              | вантажне судно             | Бразилія        | 26 липня 1942   | 4 942        | 6 600 т генеральних вантажів, в тому числі кава, тканина, ліки, шкіра, монацитовий пісок, берил та марганцева руда                                                             | потоплено   | 11°34′ пн. ш. 60°30′ зх. д. / 11.567° пн. ш. 60.500° зх. д. |
| Weirbank               | вантажне судно             | Велика Британія | 28 липня 1942   | 5 150        | Баласт | потоплено   | 11°29′ пн. ш. 58°51′ зх. д. / 11.483° пн. ш. 58.850° зх. д. |
| HMS MTB-339            | торпедний катер            | Велика Британія | 2 серпня 1942   | 32           | | пошкоджений | 14°01′ пн. ш. 61°01′ зх. д. / 14.017° пн. ш. 61.017° зх. д. |
| HMS MTB-342            | торпедний катер            | Велика Британія | 2 серпня 1942   | 32           | | пошкоджений | 14°01′ пн. ш. 61°01′ зх. д. / 14.017° пн. ш. 61.017° зх. д. |
| Rozewie                | вантажне судно             | Польща          | 6 серпня 1942   | 755          | 814 т генеральних вантажів, в тому числі каучук та какао | потоплено   | 11°00′ пн. ш. 57°30′ зх. д. / 11.000° пн. ш. 57.500° зх. д. |
| Topa Topa              | вантажне судно             | США             | 29 серпня 1942  | 5 356        | 6 500 т генеральних вантажів, в тому числі автомобілі, літаки та 800 т бензину                                                                                                 | потоплено   | 10°16′ пн. ш. 51°30′ зх. д. / 10.267° пн. ш. 51.500° зх. д. |
| Sir Huon               | вантажне судно             | Панама          | 30 серпня 1942  | 6 049        | 5 000 т марганцевої та хромової руди, 1 004 т сизалю, 1 623 т генеральних вантажів, в тому числі шерсті, азбесту та трофейні пошкоджені італійські та німецькі танки на палубі | потоплено   | 10°52′ пн. ш. 54°00′ зх. д. / 10.867° пн. ш. 54.000° зх. д. |
| West Lashaway          | вантажне судно             | США             | 30 серпня 1942  | 5 637        | 7 670 т олова, міді, какао-бобів та пальмової олії | потоплено   | 10°30′ пн. ш. 55°10′ зх. д. / 10.500° пн. ш. 55.167° зх. д. |
| Winamac                | танкер                     | Велика Британія | 31 серпня 1942  | 8 621        | 12 500 т мазуту | потоплено   | 10°36′ пн. ш. 54°34′ зх. д. / 10.600° пн. ш. 54.567° зх. д. |
| Peiping                | вантажне судно             | Швеція          | 9 вересня 1942  | 6 390        | 9 950 т генеральних вантажів, в тому числі вовни, шкіросировини, барвників | потоплено   | 23°50′ пн. ш. 50°10′ зх. д. / 23.833° пн. ш. 50.167° зх. д. |
| Joseph Elise           | риболовне судно            | Франція         | 1 лютого 1943   | 113          | | потоплено   | 28°03′ пн. ш. 12°54′ зх. д. / 28.050° пн. ш. 12.900° зх. д. |
| St.Margaret            | вантажне судно             | Велика Британія | 27 лютого 1943  | 4 312        | 6 000 т генеральних вантажів та вугілля | потоплено   | 27°38′ пн. ш. 43°23′ зх. д. / 27.633° пн. ш. 43.383° зх. д. |
| Esso Gettysburg        | танкер                     | США             | 10 червня 1943  | 10 173       | 120 120 барелів сирої нафти | потоплено   | 31°02′ пн. ш. 79°17′ зх. д. / 31.033° пн. ш. 79.283° зх. д. |
| Bloody Marsh           | танкер                     | США             | 2 липня 1943    | 10 195       | 102 500 барелів морського палива | потоплено   | 31°33′ пн. ш. 78°57′ зх. д. / 31.550° пн. ш. 78.950° зх. д. |
| Cherry Valley          | танкер                     | США             | 22 липня 1943   | 10 172       | 6 000 т водного баласту та 165 т армійських вантажів | пошкоджено  | 25°10′ пн. ш. 68°35′ зх. д. / 25.167° пн. ш. 68.583° зх. д. |
| Silvermaple            | вантажне судно             | Велика Британія | 26 лютого 1944  | 5 313        | 5 395 т генеральних вантажів та пошти | потоплено   | 4°44′ пн. ш. 3°20′ зх. д. / 4.733° пн. ш. 3.333° зх. д.     |
| Saint Louis            | вантажне судно             | Франція         | 1 березня 1944  | 5 202        | 1 067 т генеральних вантажів | потоплено   | 5°23′ пн. ш. 0°09′ зх. д. / 5.383° пн. ш. 0.150° зх. д.     |
| John Holt              | вантажне судно             | Велика Британія | 5 березня 1944  | 4 964        | 2 600 т цементу та 100 т генеральних вантажів | потоплено   | 3°56′ пн. ш. 7°36′ сх. д. / 3.933° пн. ш. 7.600° сх. д.     |
| Matadian               | танкер                     | Велика Британія | 21 березня 1944 | 4 275        | 5 380 т пальмової олії | потоплено   | 5°07′ пн. ш. 4°47′ сх. д. / 5.117° пн. ш. 4.783° сх. д.     |